# Miguel Ángel Echenausi
Miguel Ángel Echenausi (21 febbraio 1968) è un allenatore di calcio ed ex calciatore venezuelano, di ruolo difensore.

## Carriera

### Club
Ha giocato prevalentemente per Estudiantes de Mérida, Nacional Táchira e Caracas Fútbol Club.

### Nazionale
Con la nazionale di calcio venezuelana ha giocato 28 partite tra il 1991 e il 2000.